# Louis Grandpierre
Pour les articles homonymes, voir Grandpierre.
Louis Grandpierre (né le 8 juin 1806 à Môtiers et décédé le 8 novembre 1876 à Neuchâtel) est un homme politique suisse. De 1853 à 1859, il est conseiller d'État du canton de Neuchâtel, de 1857 à 1866, il est membre du Conseil national.

## Biographie
Fils d'un épicier et juge, Louis Grandpierre était au départ un soldat du régiment de Salis au service de la France. En 1830, il revient dans le Val de Travers et travaille également comme épicier. Grandpierre défend des opinions radicales et est impliqué en 1831 et 1848 dans les soulèvements contre la domination prussienne dans le canton de Neuchâtel. Après le second soulèvement réussi, il est membre de l'Assemblée constituante en 1848.
En 1848, Grandpierre est élu au Grand Conseil du canton de Neuchâtel, auquel il appartient jusqu'en 1865 (en tant que président jusqu'en 1852). De 1848 à 1850, il est également préfet du district du Val-de-Travers puis jusqu'en 1853 du district de Neuchâtel. Le Grand Conseil l'élit au Conseil d'État en 1853, où il est responsable du département militaire pendant six ans. Il se présente avec succès aux élections fédérales 1857 et est élu au Conseil national où il reste neuf ans de plus.
Il est vice-président du tribunal d'arrondissement du Val-de-Travers et président du tribunal d'arrondissement de Neuchâtel et, de 1868 à 1874, président de la cour d'appel.